# Ceolvulfo de Wessex

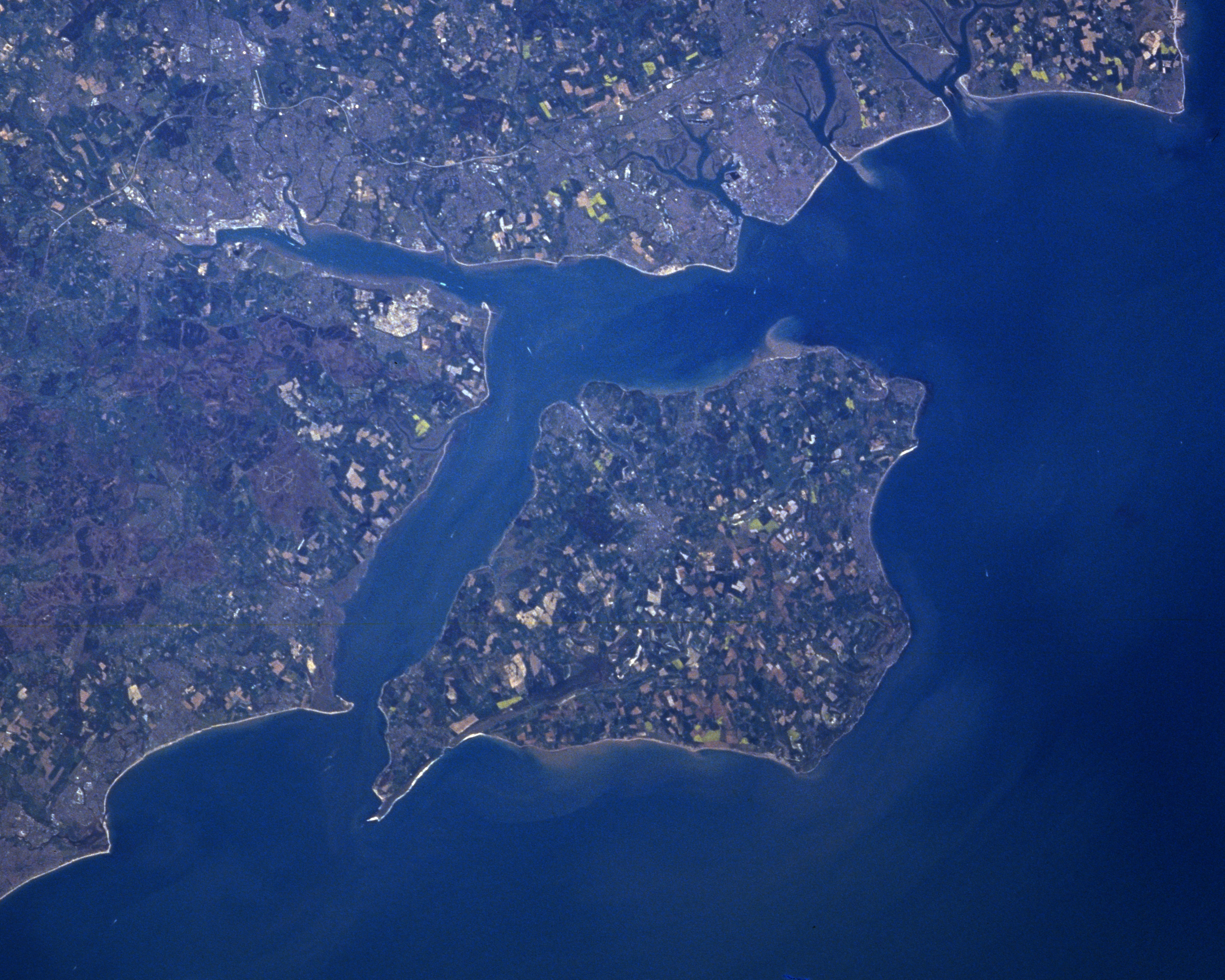
Vista aérea da ilha de Wight

Ceolvulfo (em inglês: Ceolwulf; em latim: Ceolvulfus; m. 611) foi rei da Saxônia Ocidental entre 597 e 611.

## Vida
Ceolvulfo era filho de Cuta ou Cutulfo, o filho de Cínrico, e sucedeu seu irmão Ceol. Segundo a Crônica Anglo-Saxônica, reinou de 597 até 511 e os Anais de São Neots também aloca-o 14 anos. A Lista Real Genealógica dos Saxões Ocidentais lhe dá um reinado de 17 anos, mas na visão de Barbara Yorke é um erro. É incerto se seu sucessor Cinegilso era seu filho ou filho de seu irmão Ceol.
Segundo a crônica, foi um governante poderoso que "continuamente lutou e contentou com anglos, britanos, pictos, ou escotos", mas talvez lutou contra os pictos e escotos. Sua única batalha registrada foi contra os saxões meridionais em 607, talvez por controle da ilha de Wight e sul de Hantônia, mas provavelmente levou às fundações da expansão saxã ocidental contra britanos e saxões do sul e oeste. Pode ter começado a construir um senhorio regional entre os grupos que compreendeu os saxões ocidentais.